# 베트남 공안부
베트남 공안부(베트남어: Bộ Công an,  한자: 公安部 )는 이전에는 내무부(베트남어: Bộ Nội vụ)로 불렸으며, 베트남 정부 직속 부처로 사회 질서와 안보를 담당하는 준군사 기관이며 국가 관리 기능을 수행한다. 방첩, 범죄예방 조사, 방화 및 구조, 형사재판 집행, 금고, 구류, 임시 구금과 같은 형 집행, 보호 및 사법지원, 국가 관리 하에 있는 공기업, 국가 관리 하의 공공서비스 등의 역할을 수행한다. 구소련의 도움을 받아 창설되었으며, 일반 경찰단 외에 내부 안보를 위한 1차 임무를 가진 준군사력인 공안부와 외국 침략으로부터 정규군을 도와 나라를 방어하는 2차 군사 임무를 수행하기도 한다. 1979년 중국-베트남 전쟁에서 공안부는 중요한 역할을 했다.